# Frank and Back to Black
Frank and Back to Black è un cofanetto di Amy Winehouse, pubblicato nel novembre 2008.

## Tracce

### Cd1
1. Intro/Stronger Than Me - 3:54
2. You Sent Me Flying - 6:50
3. Know You Now - 3:03
4. Fuck Me Pumps - 3:20 (pubblicata come singolo col titolo Pumps)
5. I Heard Love Is Blind - 2:10
6. Moody's Mood for Love/Teo Licks - 3:28
7. (There Is) No Greater Love - 2:08
8. In My Bed - 5:17
9. Take the Box - 3:20
10. October Song - 3:24
11. What It Is About Men - 3:29
12. Help Yourself - 5:01
13. Amy Amy Amy/Outro - 13:14

### Cd2
1. Take The Box (Original Demo)
2. You Sent Me Flying (Original Demo)
3. I Heard Love Is Blind (Original Demo)
4. Someone to Watch Over Me (Original Demo)
5. What It Is (Original Demo)
6. Teach Me Tonight (Hootenanny)
7. Around Midnight (B-Side)
8. Fools Gold (B-Side)
9. Stronger Than Me (Later with Jools Holland)
10. I Heard Love Is Blind (Live at The Concorde, Brighton)
11. Take The Box (Live at The Concorde, Brighton)
12. In My Bed (Live at The Concorde, Brighton)
13. Mr Magic (Janice Long Session)
14. No Greater Love (Janice Long Session)
15. F**k Me Pumps (MJ Cole Mix)
16. Take The Box (Seijis Buggin Mix)
17. Stronger Than Me (Harmonic 33 Mix)
18. In My Bed (CJ Mix)

### Cd3
1. Rehab - 3.35 (Amy Winehouse)
2. You Know I'm No Good - 4.17 (Amy Winehouse)
3. Me & Mr Jones - 2.33 (Amy Winehouse)
4. Just Friends - 3.13 (Amy Winehouse)
5. Back to Black - 4.01 (Amy Winehouse, Mark Ronson)
6. Love Is a Losing Game - 2.35 (Amy Winehouse)
7. Tears Dry on Their Own - 3.06 (Amy Winehouse, Nickolas Ashford, Valerie Simpson)
8. Wake Up Alone - 3.42 (Amy Winehouse, Paul O'Duffy)
9. Some Unholy War - 2.22 (Amy Winehouse)
10. He Can Only Hold Her - 2.46 (Amy Winehouse, Richard Poindexter, Robert Poindexter)
11. Addicted - 2.45 (Amy Winehouse)

### Cd4
1. Valerie - 3.53 (Dave McCabe, The Zutons)
2. Cupid - 3.49 (Sam Cooke, cover del brano omonimo del 1961)
3. Monkey Man - 2.56 (Toots & the Maytals, cover del brano omonimo del 1969)
4. Some Unholy War (versione acustica) - 3.16
5. Hey Little Rich Girl featuring Zalon and Ade - 3.35 (Roddy Byers, cover del brano omonimo degli Specials del 1980)
6. You're Wondering Now - 2.33 (Clement Dodd, cover del brano omonimo degli Specials del 1979)
7. To Know Him Is to Love Him - 2.25 (Phil Spector, cover del brano omonimo dei Teddy Bears del 1958)
8. Love Is a Losing Game (Original Demo) - 3.43

## Classifica
| Classifica    | Posizione massima |
| ------------- | ----------------- |
| Francia       | 38                |
| Regno Unito   | 10                |
| Australia     | 18                |
| Nuova Zelanda | 16                |
| Svizzera      | 20                |
| Belgio        | 10                |
| Danimarca     | 37                |